# بلکبرن، ویکتوریا
بلکبرن (به انگلیسی: Blackburn) یک منطقهٔ مسکونی در استرالیا است که در ویکتوریا (استرالیا) واقع شده‌است.